# FIFAビーチサッカーワールドカップ
FIFAビーチサッカーワールドカップ（英: FIFA Beach Soccer World Cup）は、国際サッカー連盟（FIFA）主催で2年に1回開催される、ビーチサッカー世界選手権大会である。

## 概要
1995年、ブラジルのリオデジャネイロにおいてビーチサッカー世界選手権の第1回大会が開かれた。開始当初はビーチサッカー・ワールドワイド(英: Beach Soccer Worldwide)が主催していたが、2005年にFIFAの主催へと変わり、名称もビーチサッカーワールドカップとなって、第1回大会はブラジルのリオデジャネイロで行われた。ブラジル代表にはロマーリオ、優勝したフランス代表にはエリック・カントナなどかつての名プレイヤーも参加した。
2008年より開催国が持ち回り制となる。2009年までは毎年開催されていた。

## 開催方式

### 予選大会
FIFAワールドカップ同様、大陸予選を行い、上位チームが本選に進出する。
| 大陸連盟                              | 大会名                                   |
| ------------------------------------- | ---------------------------------------- |
| AFC (アジアサッカー連盟)              | AFCビーチサッカーアジアカップ            |
| CAF (アフリカサッカー連盟)            | アフリカビーチサッカーネイションズカップ |
| UEFA (欧州サッカー連盟)               | FIFAビーチサッカーワールドカップ欧州予選 |
| OFC (オセアニアサッカー連盟)          | OFCビーチサッカーネイションズカップ      |
| Concacaf (北中米カリブ海サッカー連盟) | Concacafビーチサッカー選手権             |
| CONMEBOL (南米サッカー連盟)           | コパ・アメリカ・デ・フトボル・プラヤ     |

### 本大会
本大会には全16チームが出場。4チーム4グループに分けて総当り戦のグループステージを戦い、各上位2チームがノックアウト方式の決勝トーナメントに進み優勝を争う。

### 試合方式
通常の12分×3ピリオドで決着がつかない場合には、延長戦(3分間の1ピリオド)を行い、必要に応じてペナルティマークからキックを行い、勝者を決定する。

## 結果
| FIFAビーチサッカーワールドカップ（2005年 - 現在） |        |                  |              |                  |                  |                  |                                 |                                                      |                          |                            |
| 回                                                | 年     | 開催国           | 優勝         | 準優勝           | 3位              | 4位              | 大会最優秀選手                  | 最多得点選手                                         | ベストGK                 | フェアプレー賞             |
| 1                                                 | 2005年 | ブラジル         | · フランス   | · ポルトガル     | · ブラジル       | · 日本           | マジェール                      | 12ゴールマジェール                                   | 表彰なし                 | · 日本                     |
| 2                                                 | 2006年 | ブラジル         | · ブラジル   | · ウルグアイ     | · フランス       | · ポルトガル     | マジェール                      | 21ゴール マジェール                                  | 表彰なし                 | · フランス                 |
| 3                                                 | 2007年 | ブラジル         | · ブラジル   | · メキシコ       | · ウルグアイ     | · フランス       | ブル                            | 10ゴール ブル                                        | 表彰なし                 | · ブラジル                 |
| 4                                                 | 2008年 | フランス         | · ブラジル   | · イタリア       | · ポルトガル     | · スペイン       | アマレジェ                      | 13ゴールマジェール                                   | ロベルト・バレイロ       | · ロシア                   |
| 5                                                 | 2009年 | アラブ首長国連邦 | · ブラジル   | · スイス         | · ポルトガル     | · ウルグアイ     | デヤン・スタンコヴィッチ        | 16ゴールデヤン・スタンコヴィッチ                     | マン                     | · 日本 · ロシア            |
| 6                                                 | 2011年 | イタリア         | · ロシア     | · ブラジル       | · ポルトガル     | · エルサルバドル | イリヤ・レオノフ                | 14ゴールアンドレ                                     | アンドレイ・ブフリツキー | · ナイジェリア             |
| 7                                                 | 2013年 | タヒチ           | · ロシア     | · スペイン       | · ブラジル       | · タヒチ         | ブルーノ・シャビエル            | 11ゴールドミトリー・シシン                           | ドナ                     | · ロシア                   |
| 8                                                 | 2015年 | ポルトガル       | · ポルトガル | · タヒチ         | · ロシア         | · イタリア       | ヘイマヌ・タイアルイ            | 8ゴール ペドロ・モラン / マジェール / ノエル・オット | ジョナタン・トロイア     | · ブラジル                 |
| 9                                                 | 2017年 | バハマ           | · ブラジル   | · タヒチ         | · イラン         | · イタリア       | モハンマド・アーマドザデハ      | 17ゴールガブリエレ・ゴリ                             | ペイマン・ホセイニ       | · ブラジル                 |
| 10                                                | 2019年 | パラグアイ       | · ポルトガル | · イタリア       | · ロシア         | · 日本           | 茂怜羅オズ                      | 16ゴールガブリエレ・ゴリ                             | エリントン・アンドラーデ | · セネガル                 |
| 11                                                | 2021年 | ロシア           | · RFU        | · 日本           | · スイス         | · セネガル       | ノエル・オット                  | 12ゴールグレン・ホデル                               | エリオット・モーナード   | · ブラジル                 |
| 12                                                | 2024年 | アラブ首長国連邦 | · ブラジル   | · イタリア       | · イラン         | · ベラルーシ     | ロドリゴ                        | 12ゴール ブリシュツェル                              | ティアゴ・ボボ           | · ポルトガル               |
| 13                                                | 2025年 | セーシェル       | · ブラジル   | · ベラルーシ     | · ポルトガル     | · セネガル       | ロドリゴ                        | 11ゴール ブリシュツェル                              | ミハイル・アヴグストフ   | · 日本                     |
| ビーチサッカー世界選手権（1995年 - 2004年）       |        |                  |              |                  |                  |                  |                                 |                                                      |                          |                            |
| 回                                                | 年     | 開催国           | 優勝         | 準優勝           | 3位              | 4位              | 大会最優秀選手                  | 最多得点選手                                         | ベストGK                 | 総ゴール数 （1試合あたり） |
| 1                                                 | 1995年 | ブラジル         | · ブラジル   | · アメリカ合衆国 | · イングランド   | · イタリア       | ジーコ (BRA) ジュニオール (BRA) | 12ゴール ジーコ (BRA) アルトベッリ (ITA)             | パウロ・セルジオ (BRA)   | 149 (9.3)                  |
| ２                                                | 1996年 | ブラジル         | · ブラジル   | · ウルグアイ     | · イタリア       | · アメリカ合衆国 | エジーニョ (BRA)                | 14ゴール アルトベッリ (ITA)                          | パウロ・セルジオ (BRA)   | 131 (8.2)                  |
| 3                                                 | 1997年 | ブラジル         | · ブラジル   | · ウルグアイ     | · アメリカ合衆国 | · アルゼンチン   | ジュニオール (BRA)              | 11ゴール ジュニオール (BRA) ベナンシオ・ラモス (URU) | パウロ・セルジオ (BRA)   | 144 (9.0)                  |
| 4                                                 | 1998年 | ブラジル         | · ブラジル   | · フランス       | · ウルグアイ     | · ペルー         | ジュニオール (BRA)              | 14ゴール ジュニオール (BRA)                          | パウロ・セルジオ (BRA)   | 219 (9.1)                  |
| 5                                                 | 1999年 | ブラジル         | · ブラジル   | · ポルトガル     | · ウルグアイ     | · ペルー         | ジョルジーニョ (BRA)            | 10ゴール ジュニオール (BRA) マトサス (URU)           | ペドロ・クレスポ (POR)   | 186 (9.3)                  |
| 6                                                 | 2000年 | ブラジル         | · ブラジル   | · ペルー         | · スペイン       | · 日本           | ジュニオール (BRA)              | 13ゴール ジュニオール (BRA)                          | 加登永一 (JPN)           | 172 (8.6)                  |
| 7                                                 | 2001年 | ブラジル         | · ポルトガル | · フランス       | · アルゼンチン   | · ブラジル       | エルナニ (POR)                  | 10ゴール アラン (POR)                                | オルメタ (FRA)           | 144 (7.2)                  |
| 8                                                 | 2002年 | ブラジル         | · ブラジル   | · ポルトガル     | · ウルグアイ     | · タイ           | ネネン (BRA)                    | 9ゴール ネネン (BRA) マジェール (POR) ニコ (URU)     | ノルムチャロエン (THA)   | 145 (9.1)                  |
| 9                                                 | 2003年 | ブラジル         | · ブラジル   | · スペイン       | · ポルトガル     | · フランス       | アマレジェ (ESP)                | 15ゴール ネネン (BRA)                                | ロベルチーニョ (BRA)     | 150 (9.4)                  |
| 10                                                | 2004年 | ブラジル         | · ブラジル   | · スペイン       | · ポルトガル     | · イタリア       | ジョルジーニョ (BRA)            | 12ゴール マジェール (POR)                            | ロベルト (ESP)           | 155 (7.8)                  |

## 統計

### 4位以内の成績
| 国名           | 優勝                                         | 準優勝               | 3位                        | 4位            |   | 合計 |
| -------------- | -------------------------------------------- | -------------------- | -------------------------- | -------------- | - | ---- |
| ブラジル       | 7 (2006, 2007, 2008, 2009, 2017, 2024, 2025) | 1 (2011)             | 2 (2005, 2013)             | –              | 9 |      |
| ロシア         | 3 (2011, 2013, 2021)                         | –                    | 2 (2015, 2019)             | –              | 5 |      |
| ポルトガル     | 2 (2015, 2019)                               | 1 (2005)             | 4 (2008, 2009, 2011, 2025) | 1 (2006)       | 7 |      |
| フランス       | 1 (2005)                                     | –                    | 1 (2006)                   | 1 (2007)       | 3 |      |
| イタリア       | –                                            | 3 (2008, 2019, 2024) | –                          | 2 (2015, 2017) | 5 |      |
| タヒチ         | –                                            | 2 (2015, 2017)       | –                          | 1 (2013)       | 3 |      |
| ウルグアイ     | –                                            | 1 (2006)             | 1 (2007)                   | 1 (2009)       | 3 |      |
| スイス         | –                                            | 1 (2009)             | 1 (2021)                   | –              | 2 |      |
| 日本           | –                                            | 1 (2021)             | –                          | 2 (2005, 2019) | 3 |      |
| スペイン       | –                                            | 1 (2013)             | –                          | 1 (2008)       | 2 |      |
| ベラルーシ     | –                                            | 1 (2025)             | –                          | 1 (2024)       | 1 |      |
| メキシコ       | –                                            | 1 (2007)             | –                          | –              | 1 |      |
| イラン         | –                                            | –                    | 2 (2017, 2024)             | –              | 2 |      |
| セネガル       | –                                            | –                    | 1 (2025)                   | 1 (2021)       | 1 |      |
| エルサルバドル | –                                            | –                    | –                          | 1 (2011)       | 1 |      |